# Alex Meret
Pour les articles homonymes, voir Meret.
Alex Meret, né le 22 mars 1997 à Udine en Italie, est un footballeur international italien qui évolue au poste de gardien de but à la SSC Naples.

## Biographie

### Débuts professionnels
Né à Udine en Italie, Alex Meret est formé par le club de sa ville natale, l'Udinese Calcio. Il joue son premier match en professionnel le 2 décembre 2015, à l'occasion d'une rencontre de coupe d'Italie face à l'Atalanta Bergame Calcio. Il est titularisé et son équipe l'emporte par trois buts à un.
Le 6 juillet 2016, Alex Meret est prêté pour deux saisons à la SPAL.

### SSC Naples
Le 5 juillet 2018, il s'engage en faveur de Naples pour un transfert d'un montant de 22 millions d'euros.
Troisième dans la hiérarchie au début, Carlo Ancelotti lui préfère Oréstis Karnézis et David Ospina.
Il ne joue son premier match que le 8 décembre 2018 lors d'une large victoire (4-0) contre Frosinone.
Le 17 juin 2020, la performance décisive d'Alex Meret face à la Juventus qui permet au Napoli de remporter la Coupe d'Italie.
Le 13 février 2021, il récidive face à la même équipe en championnat, menant Naples à la victoire (1-0).
Blessé à la cuisse gauche face à Monza le 29 décembre 2023, il est mis en retrait du club durant un mois pour sa convalescence.

### En sélection
Avec l'équipe d'Italie des moins de 18 ans, Meret compte trois sélections, reçues entre 2014 et 2015.
En mars 2017, il est convoqué par le sélectionneur italien, Giampiero Ventura en équipe nationale, mais il reste sur le banc contre l'Albanie et les Pays-Bas.
Il honore finalement sa première sélection le 18 novembre 2019, remplaçant Salvatore Sirigu à la 77e lors d'une victoire écrasante (9-1) contre l'Arménie. Deux ans plus tard, il est retenu pour participer à l'Euro 2020 qu'il remporte avec la Squadra Azzura en finale face à l'Angleterre.
Il est retenu dans la liste des 26 joueurs italiens du sélectionneur Luciano Spalletti pour participer à l'Euro 2024 .

## Statistiques

### En club
| Saison                | Club                  | Championnat           | Championnat | Championnat | Coupe(s) nationale(s) | Coupe(s) nationale(s) | Supercoupe | Supercoupe | Compétition(s) continentale(s) | Compétition(s) continentale(s) | Compétition(s) continentale(s) | Total | Total |
| Saison                | Club                  | Division              | M.          | B.          | M.                    | B.                    | M.         | B.         | Comp.                          | M.                             | B.                             | M.    | B.    |
| 2015-2016             | Udinese Calcio        | Série A               | 0           | 0           | 2                     | 0                     | -          | -          | -                              | -                              | -                              | 2     | 0     |
| 2016-2017             | SPAL (prêt)           | Série B               | 30          | 0           | 2                     | 0                     | -          | -          | -                              | -                              | -                              | 32    | 0     |
| 2017-2018             | SPAL (prêt)           | Série A               | 13          | 0           | -                     | -                     | -          | -          | -                              | -                              | -                              | 13    | 0     |
| Sous-total            | Sous-total            | Sous-total            | 43          | 0           | 2                     | 0                     | -          | -          | -                              | -                              | -                              | 45    | 0     |
| 2018-2019             | SSC Naples            | Série A               | 14          | 0           | 1                     | 0                     | -          | -          | C3                             | 6                              | 0                              | 21    | 0     |
| 2019-2020             | SSC Naples            | Série A               | 22          | 0           | 1                     | 0                     | -          | -          | C1                             | 6                              | 0                              | 29    | 0     |
| 2020-2021             | SSC Naples            | Série A               | 22          | 0           | 1                     | 0                     | 0          | 0          | C3                             | 5                              | 0                              | 28    | 0     |
| 2021-2022             | SSC Naples            | Série A               | 7           | 0           | 1                     | 0                     | -          | -          | C3                             | 7                              | 0                              | 15    | 0     |
| 2022-2023             | SSC Naples            | Série A               | 34          | 0           | 1                     | 0                     | -          | -          | C1                             | 10                             | 0                              | 45    | 0     |
| 2023-2024             | SSC Naples            | Série A               | 31          | 0           | 0                     | 0                     | -          | -          | C1                             | 8                              | 0                              | 39    | 0     |
| 2024-2025             | SSC Naples            | Série A               | 34          | 0           | 1                     | 0                     | -          | -          | -                              | -                              | -                              | 35    | 0     |
| Sous-total            | Sous-total            | Sous-total            | 164         | 0           | 6                     | 0                     | 0          | 0          | -                              | 42                             | 0                              | 212   | 0     |
| Total sur la carrière | Total sur la carrière | Total sur la carrière | 207         | 0           | 10                    | 0                     | 0          | 0          | -                              | 42                             | 0                              | 259   | 0     |

### En équipe nationale
| Saison                | Sélection             | Phases finales                           | Phases finales | Phases finales | Éliminatoires CDM | Éliminatoires CDM | Éliminatoires EURO | Éliminatoires EURO | Ligue Nations UEFA | Ligue Nations UEFA | Matchs amicaux | Matchs amicaux | Total | Total |
| Saison                | Sélection             | Compétition                              | M              | B              | M                 | B                 | M                  | B                  | M                  | B                  | M              | B              | M     | B     |
| --------------------- | --------------------- | ---------------------------------------- | -------------- | -------------- | ----------------- | ----------------- | ------------------ | ------------------ | ------------------ | ------------------ | -------------- | -------------- | ----- | ----- |
| 2016-2017             | Italie                | -                                        | -              | -              | 0                 | 0                 | -                  | -                  | -                  | -                  | 0              | 0              | 0     | 0     |
| 2019-2020             | Italie                | -                                        | -              | -              | -                 | -                 | 1                  | 0                  | -                  | -                  | -              | -              | 1     | 0     |
| 2020-2021             | Italie                | Euro 2020                                | 0              | 0              | 0                 | 0                 | -                  | -                  | 0                  | 0                  | 1              | 0              | 1     | 0     |
| 2021-2022             | Italie                | Nations League Finals 2021 + Finalissima | 0+0            | 0              | 0                 | 0                 | -                  | -                  | 0                  | 0                  | -              | -              | 0     | 0     |
| 2022-2023             | Italie                | Nations League Finals 2023               | 0              | 0              | -                 | -                 | 0                  | 0                  | 0                  | 0                  | 1              | 0              | 1     | 0     |
| 2023-2024             | Italie                | Euro 2024                                | 0              | 0              | -                 | -                 | 0                  | 0                  | -                  | -                  | 0              | 0              | 0     | 0     |
| 2024-2025             | Italie                | -                                        | -              | -              | -                 | -                 | -                  | -                  | 0                  | 0                  | -              | -              | 0     | 0     |
| Total sur la carrière | Total sur la carrière | Total sur la carrière                    | 0              | 0              | 0                 | 0                 | 1                  | 0                  | 0                  | 0                  | 2              | 0              | 3     | 0     |

## Palmarès
| SPAL (1)                                          | SSC Naples (3) | Équipe d'Italie (1) |
| ------------------------------------------------- | --- | --- |
| - Championnat d'Italie D2 (1) : - Champion : 2017 | - Championnat d'Italie (2) : - Champion : 2023 et 2025 - Vice-champion : 2019 - Coupe d'Italie (1) : - Vainqueur : 2020 | - Championnat d'Europe de football (1) - Vainqueur : 2020 - Coupe des champions CONMEBOL–UEFA - Finaliste : 2022 - Championnat d'Europe des moins de 19 ans : - Finaliste : 2016 |